# Потудань (река)
Поту́дань (Боровая Потудань) — река в Белгородской и Воронежской областях России, правый приток Дона. Протекает по территории Старооскольского, Репьёвского и Острогожского районов. 

## Этимология
Большинство исследователей сходятся во мнении, что слово имеет иранское происхождение, выделяя в имени реки основу «дон» в значении «река, вода». Добродомов сравнивает название реки с осетинскими названиями на «-дон», предполагая происхождение первой части имени от предка современных осетинских «фотӕг, футӕг» — «лебеда». Связывая появление названия Потудань с салтово-маяцкой археологической культурой. В литературе так же встречается версия происхождения от фразы «по ту сторону Дона», но большинство исследователей считают это примером наивной этимологии. Отин, развивая гипотезу происхождения от русской основы, предположил, что название реки происходит от названия местности «Потудонье», однако Добродомов критикует данную версию считая слабо обоснованной.
Впервые название реки упоминается как Потудонь в Разрядной книге под 1569 годом: «видел вверх Котла и Потудони сентября в 7 день многих людей». Предполагается, что название реки «подстроилось» под другие гидронимы на -ань, во множестве имеющиеся в бассейне дона (Усмань, Лебедянь, Лопань и пр.).

## Гидрография
Ранее вытекала из озера рядом с селом Потудань, которое к настоящему времени поглощено созданным прудом. Верхняя часть реки до впадения в неё Грязной Потудани носит название Боровая Потудань. Общее направление течения — с запада на восток. Впадает в Дон севернее села Коротояк. Долина реки слабо извилиста. Длина реки — 100 км, площадь водосборного бассейна — 2180 км². 
Питание реки смешанное, складывается из атмосферных осадков и подземного стока. Половодье начинается в конце марта — начале апреля, ледостав в конце ноября — начале декабря.
На склонах многочисленных балок в долине Потудани развиты эрозионные и оползневые процессы. Рельеф имеет бугристо-холмистый характер, сложенных из закрепленных песчаных бугров. Правый склон долины почти везде возвышенный, местами с обнажениями мела; левый пологий.
Пойма чётко выражена, ширина изменяется от 100—200 м в верховье, до 1,5—2 км у села Дракино. Ранее пойма характеризовалась обилием озёр, проток и пойменных болот, которые исчезли в результате осушительных работ. Русло реки достигает ширины 10—12 м, до уничтожения плотины ниже села Репьёвка достигало 40 м. Течение быстрое, средние глубины около 50-70 см, в «ямах» доходят до 5 м. 
В бассейне Потудани 8 рек и 21 ручей. Крупнейшие притоки — Скупая Потудань, Грязная Потудань (Каменка) и Ланин.

### Пруды

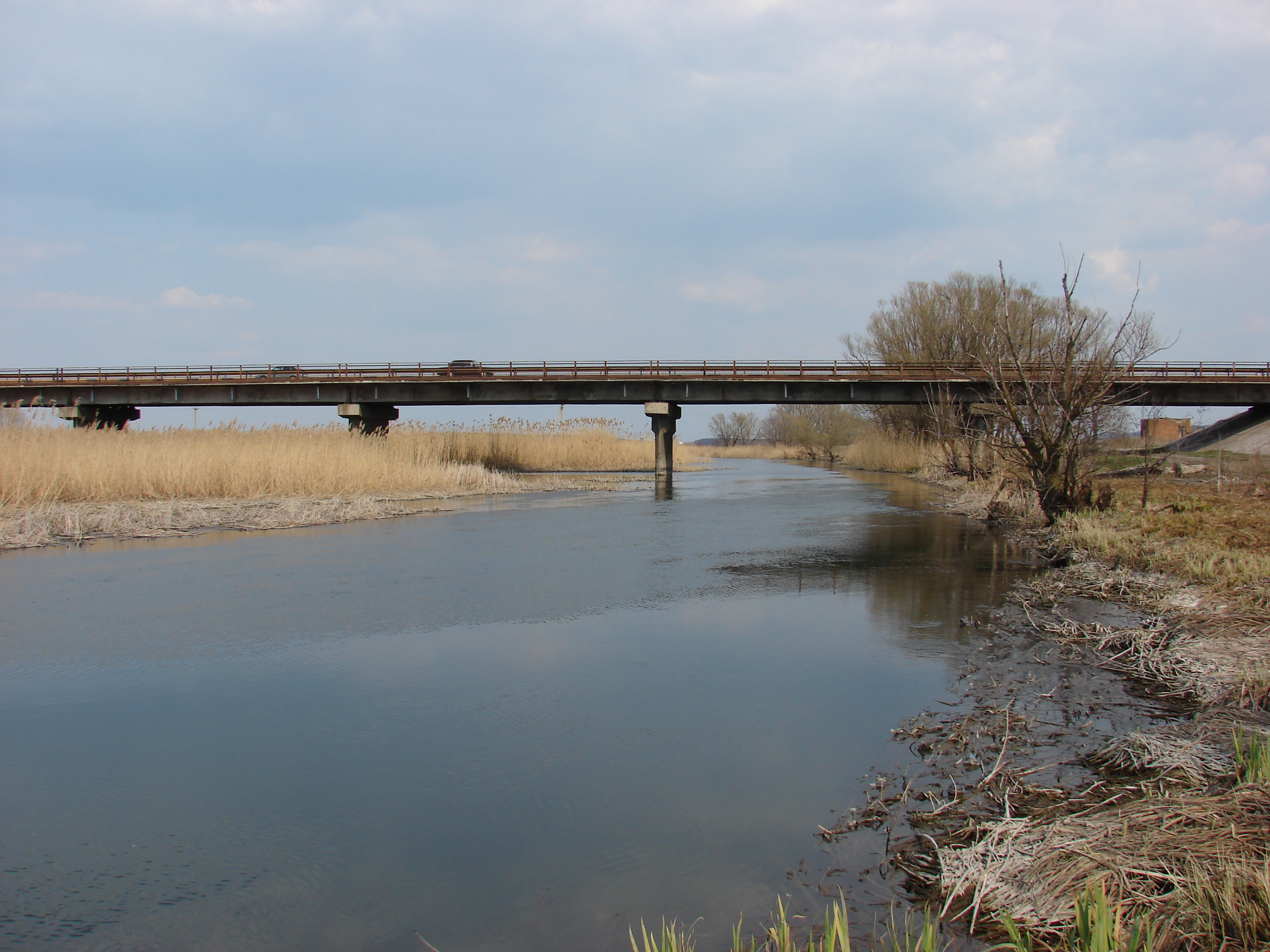
Автомобильный мост через Потудань

В бассейне реки создано более 20 прудов и 14 водохранилищ, суммарный объём которых составляет 28,5 млн м³. Их суммарная площадь — 8,56 км².Наибольшие пруды находятся в балках Глубокий Лог и Ступинский Лог. Первый пруд (объём — 920 тыс. м³, площадь — 17 га) располагается недалеко от села Роговатое, а второй пруд (объём — 670 тыс. м³, площадь — 25 га) — в балке рядом с селом Глушковка. Крупные водохранилища созданы в балке Грачи Репьёвского района и на реке Грязная Потудань.

### Использование
На берегах реки производится выпас скота, воды используются для его водопоя. В целях орошения воды реки используются мало. Выходы мела в долине реки используются местными жителями в бытовых нуждах, поэтому в долине встречаются небольшие ямы — карьеры.
Ранее на реке было оборудовано много водяных мельниц, которые к настоящему времени не сохранились. Память о них сохранилась в названии населённых пунктов на берегах реки — Нижняя Мельница (в составе села Репьёвка), Верхняя Мельница.

## В культуре
- Река Потудань дала своё имя повести Андрея Платонова «Река Потудань», экранизированной Александром Сокуровым под названием «Одинокий голос человека».
- В телесериале «Платина» (2007) основная музыкальная тема — песня «Река Потудань», исполненная её автором и исполнителем одной из главных ролей актёром Сергеем Маховиковым.
- В долине реки находится Мостищенский лабиринт.
- Журналист Александр Ульянов выдвинул гипотезу, что Потудань — это река Каяла, на которой состоялась битва русичей с половцами, описанная в «Слове о полку Игореве»[8].